# NGC 4752
NGC 4752 је спирална галаксија у сазвежђу Береникина коса која се налази на NGC листи објеката дубоког неба.
Деклинација објекта је + 13° 46' 57" а ректасцензија 12h 51m 29,1s. Привидна величина (магнитуда) објекта NGC 4752 износи 14,5 а фотографска магнитуда 15,3. NGC 4752 је још познат и под ознакама CGCG 71-58, PGC 43555.